# Emilio Sessa

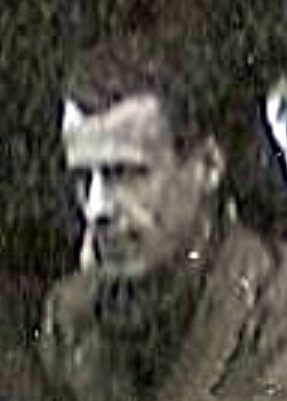
Emilio Sessa

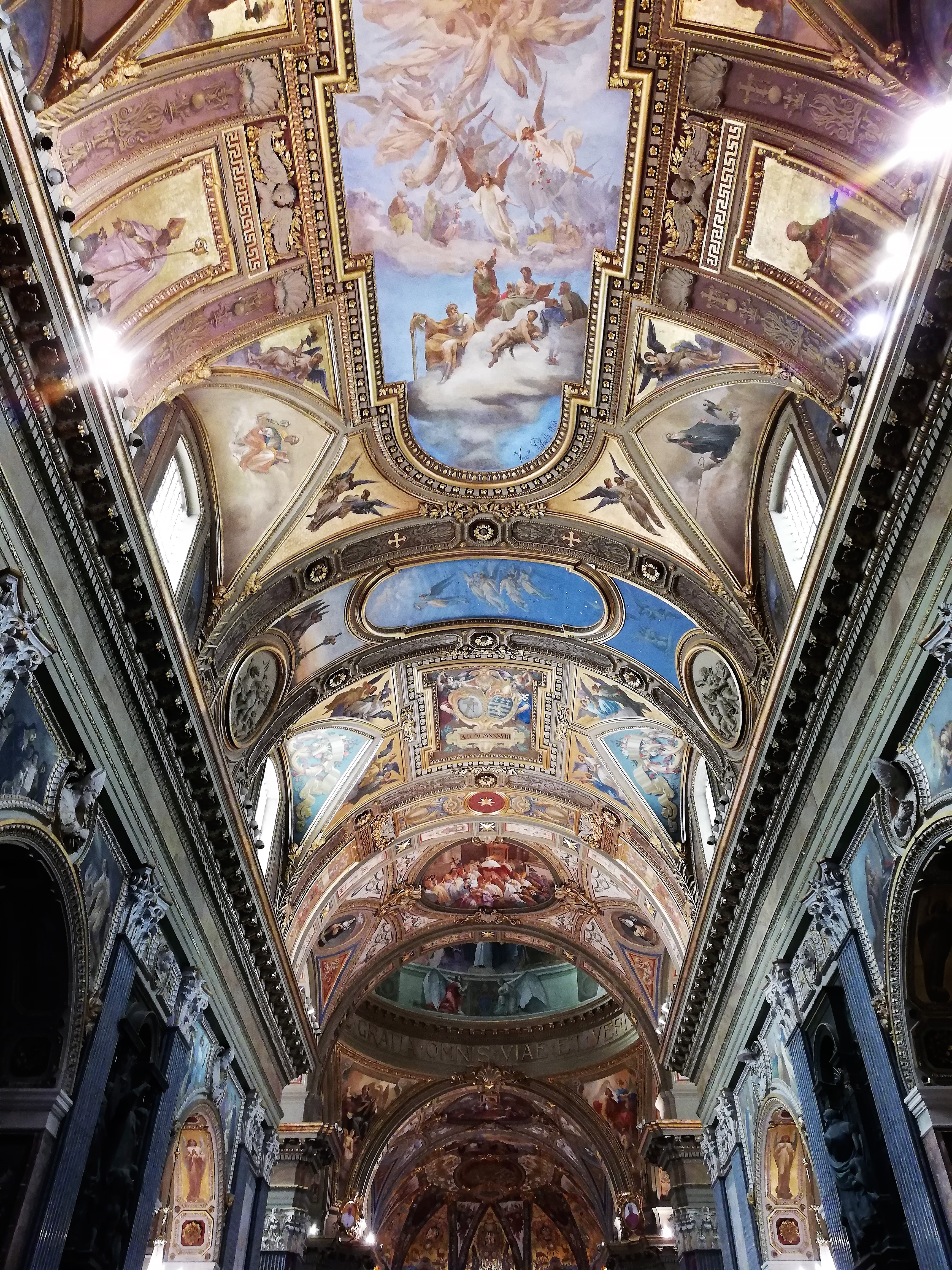
Sessa participou da decoração do Santuário do Rosário em Pompéia

Emilio Sessa (Bérgamo, 13 de agosto de 1913 — Bérgamo, 4 de fevereiro de 1990) foi um pintor italiano que deixou obras na Itália e no Brasil, um especialista em decoração mural de interiores.

## Na Itália
Era filho de Camilla e Annibale Sessa, pintor-decorador, formado pela Accademia Carrara de Bérgamo. Teve os irmãos Silvia, Carolina e Agnese. Do segundo casamento do pai nasceu Mario. A família tinha poucos recursos e Emílio Sessa iniciou seu aprendizado com cerca de dez anos de idade, na pequena equipe montada pelo pai, ajudando na pintura, decoração e restauro de diversos palácios e residências de Bérgamo. Em 1927 ingressou na Escola de Arte Aplicada à Indústria Andrea Fantoni, que ministrava os fundamentos das artes industriais com finalidades práticas.
Entre 1929-1930 atuou na oficina de Fermo Taragni, pintor-decorador formado pela Accademia Carrara, responsável por importantes trabalhos de decoração como no Batistério da Catedral e na cúpula do Teatro Donizetti, ambos em Bérgamo. Emilio trabalhou, também, em diversas oportunidades, com os pintores-figuristas Pasquale Arzuffi e Umberto Marigliani, que possuíam oficinas na mesma rua da oficina de Taragni, a Via dei Pittori.
Entre 1931-1933, designado por Taragni, acompanha até Sofia, Bulgaria, o afresquista Pasquale Arzuffi, que fora chamado por Angelo Roncalli (futuro Papa João XXIII) para a decoração da Legação Apostólica e, após, da Igreja São José. Angelo Roncalli fazia parte da rede social da família Sessa e enquanto viveu acompanhou toda sua trajetória, atuando como seu mecenas.
De 1936 a 1938 une-se ao grupo de bergamascos, liderados por Fermo Taragni, do qual também participavam Aldo Locatelli, Pasquale Arzuffi e Umberto Marigliani, que afrescaram cerca de 4.000 m² de superfícies murais no Santuário de Nossa Senhora do Rosário, em Pompéia.
Iniciou sua trajetória por conta própria em 1942, empreitando trabalhos de decoração em parceria com outros pintores-figuristas. Em abril de 1942 casou-se com Antonia Marchesi. Executa, junto com Angelo Sesti, a pintura da Igreja de S. Miguel Arcanjo, em Valnegra, uma das pequenas comunas da província de Bérgamo que no contexto da Segunda Guerra Mundial, contrataram serviços de Sessa. Em 1943 é contratado para a decoração da Igreja de São Gottardo, em Bueggio, com Giuseppe Grimani. Nos anos seguintes decorou a Igreja da Visitação de Maria em Sellero (1944), com a participação de Grimani; a Igreja Santíssima Trindade, na companhia de Angelo Sesti (1944-1945), e participa da repintura da Igreja de São Colombano, em Parzanica, na companhia de Grimani e Locatelli (1946).

## Trabalhos no Brasil

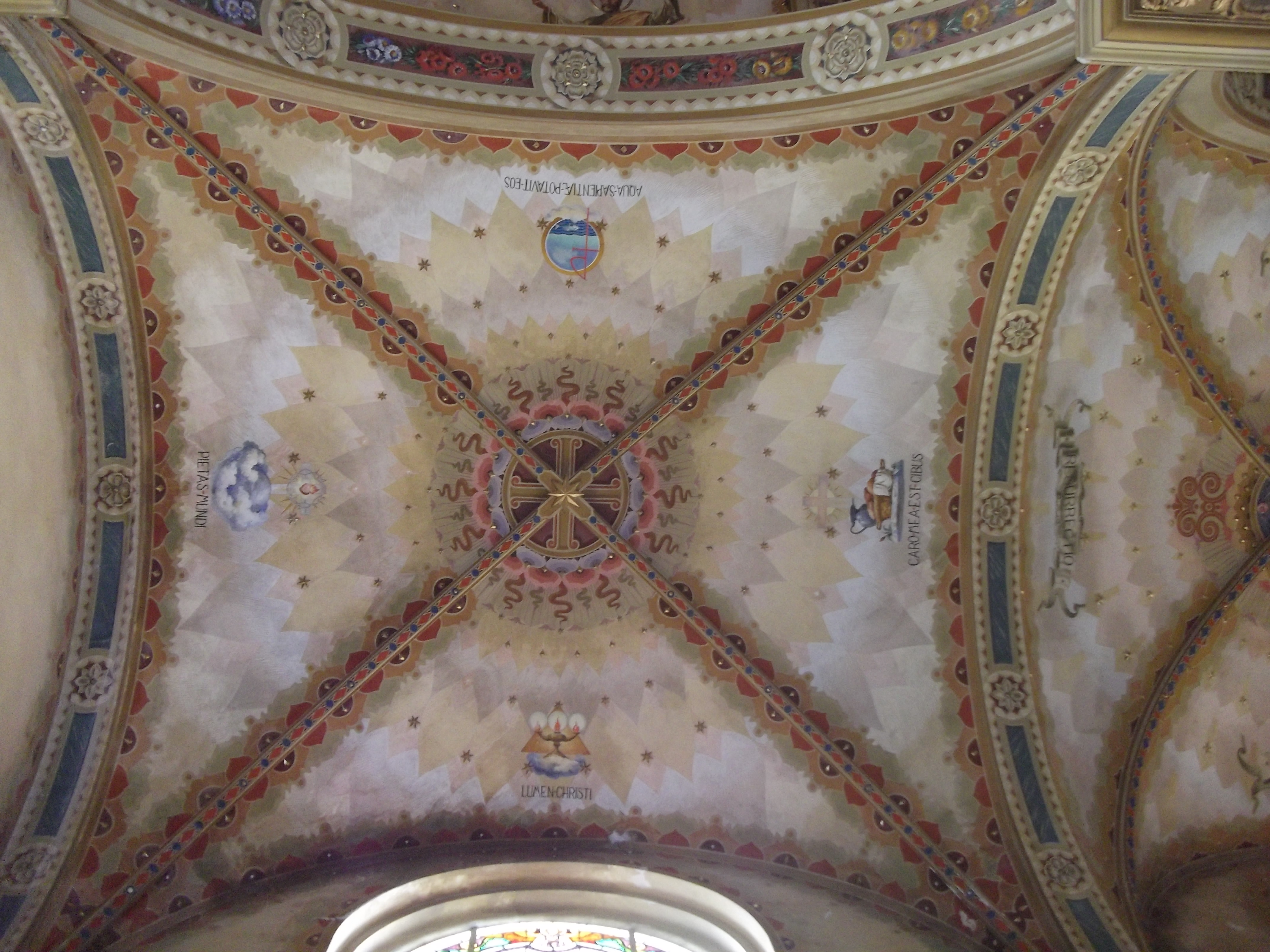
Decoração de Sessa na Catedral de Pelotas

Através de recomendação do papa, Sessa inicia em 1948 os contatos com o bispo D. Antonio Zattera para a  decoração da Catedral de São Francisco de Paula em Pelotas, no Rio Grande do Sul. Em novembro do mesmo ano, chega a Pelotas, acompanhado de Aldo Locatelli e Adolfo Gardone. Sessa organizou todo o programa pictórico do interior e executou toda a pintura decorativa: guirlandas, florões, instrumentos musicais, medalhões, frisos, nuvens, glórias, símbolos sacros, emblemas, falsas arquiteturas, e três cenas: o rebanho de ovelhas, os dois cervos bebendo na Fonte da Vida, e as pombas bebendo na fonte. Locatelli se encarregou das cenas da vida de São Francisco de Paula.
Ainda em 1948 foi convidado, junto com Locatelli, por Dona Marina de Morais Pires, para lecionar desenho na Escola de Belas Artes de Pelotas. O convite foi aceito apenas por Locatelli. No Natal de 1950 a Catedral foi inaugurada com grandes elogios às pinturas. Hoje a Catedral é tombada pelo IPHAE.

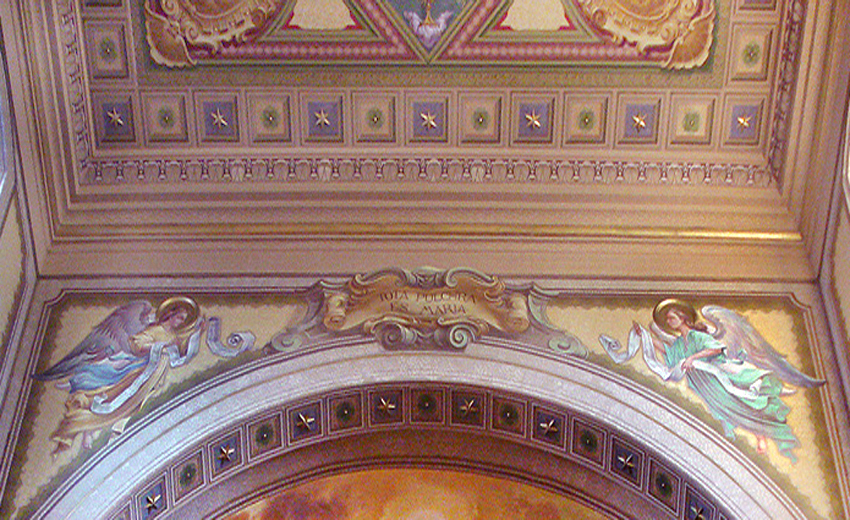
Anjos, frisos e cartuchos de Emilio Sessa na Catedral de Santa Maria

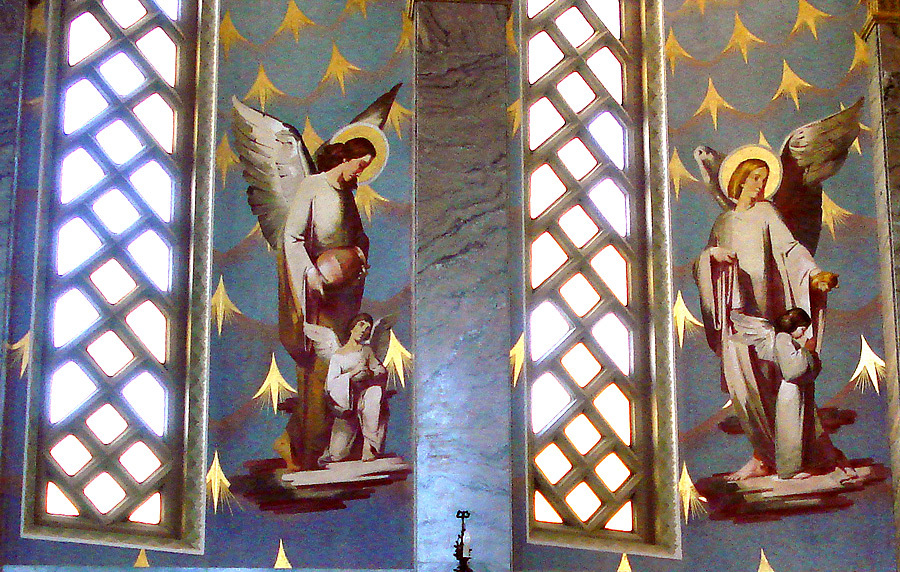
Igreja de São Pelegrino, Caxias do Sul. Anjos de Aldo Locatelli, fundo celestial de Emilio Sessa

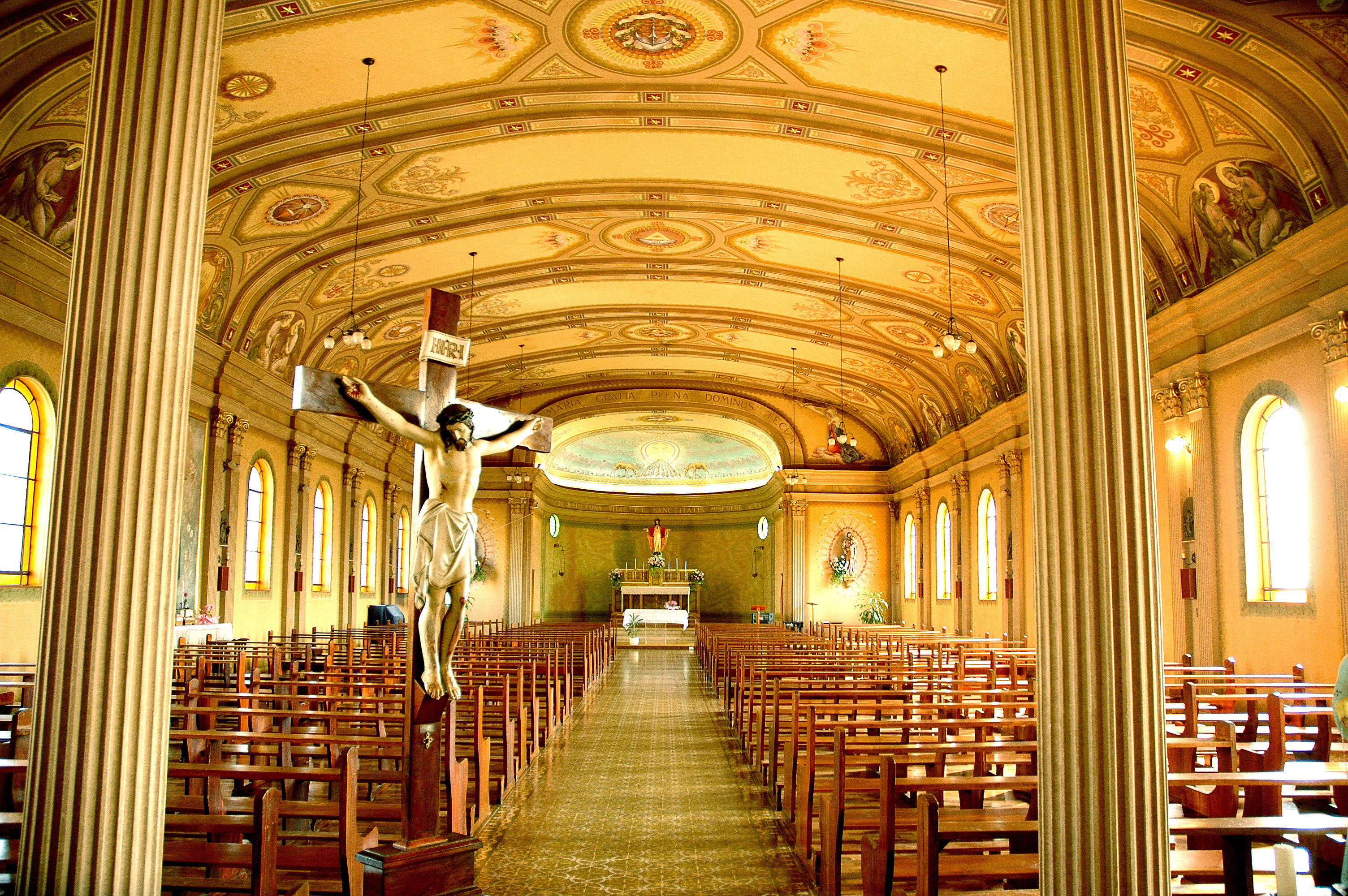
Capela Verzeri

A fase final da decoração da Catedral não teve a participação de Sessa, que desde meados de 1950 (talvez antes) já estava morando em Porto Alegre, no Edifício Poli, na rua 24 de Outubro. Em setembro Locatelli contratou as pinturas do Palácio do Governo, mas a atuação de Sessa nessa empreitada é incerta. Se existiu, foi de pequena monta, talvez executando douraduras e os brasões da Cidade, do Estado e da Nação, da Sala do Governador. Em seguida Sessa encarregou-se da capela do Colégio Dom Feliciano de Gravataí, obra depois perdida.
Em 1952 já estava trabalhando junto ao amigo Aldo Locatelli na Igreja de Santa Teresinha do Menino Jesus de Porto Alegre. De Sessa foi o plano geral da decoração, a cena eucarística na abside, e a pintura decorativa em todo o interior. Trabalhou com Locatelli em várias outras obras: no Aeroporto de Porto Alegre; na Catedral de São Luiz Gonzaga em Novo Hamburgo; na Catedral de Santa Maria (tombada pelo município); na Matriz de Itajaí (tombada pelo município), e em Caxias do Sul na Igreja de São Pelegrino (tombada pela Assembleia Legislativa do Rio Grande do Sul). Sessa por regra executava a parte decorativa, e Locatelli ficava com as cenas figurativas mais importantes, mas o valor do trabalho de Sessa para o efeito de conjunto desses grandes projetos com Locatelli tem sido frequentemente subestimado ou mesmo inteiramente ignorado, sendo ofuscado pela grande fama do outro pintor. Para Anna Paula dos Santos, as habilidades diferentes de ambos trabalham juntas e se complementam, criando conjuntos harmoniosos e significantes.
Também decorou a Capela Verzeri em Santo Ângelo, a Capela do Presídio Madre Pelletier em Porto Alegre, ambas tombadas pelo IPHAE em razão da existência de decoração sua, a Igreja da Sagrada Família, a Igreja de Santo Antônio do Pão dos Pobres, a Capela da Santa Casa (inventariada pelo município) e a Capela das Irmãs do Imaculado Coração de Maria em Porto Alegre, as capelas dos colégios São José e Bom Pastor em Caxias do Sul, e a Igreja de São Benedito em Amparo, São Paulo (tombada pelo CONDEPHAAT).
Em 1965 voltou para a Itália com a mulher, Antonia, e os filhos Nella e Fabio. O filho Franco permaneceu em Porto Alegre. Até o início da década de 1980 manteve uma vigorosa produção artística, morrendo em Bérgamo em 1990.
Segundo o IPHAE, Sessa é "um dos mais significativos muralistas de arte sacra dos templos do Rio Grande do Sul". Para Mariza dos Santos, 
"Emilio Sessa revela uma profunda influência clássica compondo cenários decorativos arquitetônicos com riqueza de colorido e nítida influência bizantina. A pintura acadêmica de Sessa se traduz numa plástica tranquila e esquemática, fundindo a cor na espiritualidade do gótico medieval. A plástica das figuras foge ao excesso de ornamento".
Em 2008 um grupo de pesquisadores e outros interessados fundou o Instituto Cultural Emilio Sessa para a promoção e preservação do seu legado e para pesquisa de outros temas de interesse patrimonial. Um catálogo da sua obra, em três volumes, já foi lançado, coordenado pelo professor Arnoldo Doberstein e com textos de vários críticos e historiadores. O primeiro volume da série recebeu o Prêmio Açorianos de Artes Plásticas de 2012 na categoria Textos, Catálogos e Livros Publicados. Sua memória foi resgatada em 2013 pela Assembleia Legislativa do Rio Grande do Sul em uma série de reportagens em video. Em 2018 a Pinacoteca Aldo Locatelli organizou uma retrospectiva. Uma praça de Porto Alegre foi batizada com seu nome.